# 斯托克蘭奇 (堪薩斯州)
斯托克蘭奇（英語：Stockrange）是位於美國堪薩斯州埃利斯縣的一個鬼鎮。

## 歷史
斯托克蘭奇的郵政局於1883年設立，直到1895年結束營運。